# Christina Huth
Christina Huth (* 11. Januar 1929) ist eine deutsche Schauspielerin und Hörspielsprecherin.

## Leben
Über das Leben von Christina Huth war wenig in Erfahrung zu bringen. Bekannt sind nur die Mitwirkungen in mehreren frühen Filmen der DEFA und des Deutschen Fernsehfunks, sowie Arbeiten als Hörspielsprecherin beim Rundfunk der DDR. Engagements am Theater sind für das Deutsche Nationaltheater Weimar und das Städtische Theater Leipzig nachvollziehbar.
Christina Huth war verheiratet mit dem Schauspieler Hans-Joachim Hegewald, die gemeinsame Tochter Valeska Hegewald arbeitet ebenfalls als Schauspielerin.

## Filmografie
- 1954: Carola Lamberti – Eine vom Zirkus
- 1955: Sommerliebe
- 1955: Star mit fremden Federn
- 1956: Drei Mädchen im Endspiel
- 1978: Ich zwing dich zu leben

## Theater
- 1958: Curt Goetz: Dr. med. Hiob Prätorius – Regie: Hans Michael Richter (Deutsches Nationaltheater Weimar)
- 1959: Carlo Goldoni: Der Lügner – Regie: Helmut Spieß (Deutsches Nationaltheater Weimar)
- 1960: William Shakespeare: Viel Lärm um nichts – Regie: Heinrich Voigt (Städtische Theater Leipzig)
- 1970: Aristophanes: Lysistrata – Regie: Walter Niklaus (Städtische Theater Leipzig)

## Hörspiele
- 1982: Lora Wassilewa Kroki (Besucherin) – Regie: Günter Bormann (Kinderhörspiel – Rundfunk der DDR)
- 1982: Inge Ristock: ... noch einmal ganz von vorn anfangen (Frau Sauer) – Regie: Annegret Berger (Kurzhörspiel/4. Teil der Reihe: Hella – Rundfunk der DDR)
- 1983: Gennadi Panschin: Die Leiden des Schülers Timofej Jerochin aus der 5b (Mutter) – Regie: Günter Bormann (Kinderhörspiel/Kurzhörspiel – Rundfunk der DDR)
- 1986: Andreas Anden: Schatten der Vergangenheit (Frau Schulte) – Regie: Annegret Berger (Kriminalhörspiel/Kurzhörspiel – Rundfunk der DDR)